# Oro verde (telenovela boliviana)
Oro verde es una telenovela boliviana, de género melodrama, dirigida por Tonchy Antezana. Fue transmitida por la Red ATB el año 1988
Erróneamente las tres producciones de Prodecine (Oro verde, Dos caminos y Coca), son considerados como una sola producción de 61 capítulos en total.

## Argumento
Trata de una historia, relacionada con el angustiante tema del narcotráfico en Bolivia en relación con la exportación de cocaína . Desarrollado dos años después de la Relocalización en Bolivia, y la asunción hacia el Trópico de Cochabamba.

## Elenco
- Pablo Yaksic como Juan
- Patricia Caceres como Sandra
- Antolin García como Rodolfo
- Zenobia Silva como Josefina

## Producción
A raíz de la creación de Prodecine, la productora en cuestión, primero se dedicaba a la grabación de matrimonios, spots y documentales.
Causado por la pobre e inexistente industria de ficción en Bolivia, Cecilia Travesí invita a Tonchy Antezana a grabar una de las primeras telenovelas hechas en Bolivia. [cita requerida]